# Meeta Pandit
Meeta Pandit (Nueva Delhi, 14 de septiembre de 1974) es una cantante de música clásica indostánica india, ella pertenece a la asociación de Gwalior Gharana. Es nieta y discípula de Padma Bhushan Pt. Krishnarao Shankar Pandit e hija de Pt. Laxman Krishnarao Pandit. Además ha sido una de las primeras mujeres de su familia que ha tomado la música como una carrera profesional.

## Biografía
Meeta nació el 14 de septiembre de 1974 en Nueva Delhi, India. Ella es hija de Abha Pandit, un ama de casa y Pt. Laxman Krishnarao Pandit, un exponente de la música gharana Gwalior y adjudicatario del Sangeet Natak Akademi. Pasó su infancia en Nueva Delhi, donde asistió a la Escuela de Santa María hasta cursar la escuela secundaria superior y obtuvo una licenciatura en Comercio en el Sri Ram College, una Universidad de Delhi.
Meeta comenzó por formarse musicalmente con su abuelo Padma Bhushan Pt. Krishnarao Shankar Pandit y su padre Pt. LK Pandit a la edad de 3 años. Al crecer en el seno de una familia dedicada a la música, fue para ella uno de los aspectos más sutiles para dedicarse a una edad muy temprana. Sin embargo, como una adolescente, ella fue animada por sus padres para que se dedicara a la música, principalmente debido a los horarios de trabajo irregulares y los viajes en solitario, por lo que fue para ella una elección de tener una carrera más difícil para una mujer. Su hermano mayor Tushar Pandit, tomó el legado musical de la familia más adelante. Empezó por interpretar la música clásica Hindustani, cuando se reunió en un accidente de tráfico mortal en Nueva Delhi el 1 de septiembre de 1994 a la edad de 27 años. Después de convertirse en una cantante conocida, logró también completar su doctorado en música clásica indostánica a la edad de 27 años.

## Discografía
- Raga Rang (SaReGaMa)
- Arpan (Underscore Records)
- Young Maestros (Underscore Records)
- The Luminance Project (EMI|EMI Virgin)
- Gharana Aur Parampara (Gwalior Gharana) - Vol 1 (Prasar Bharti and Doordarshan)
- Gharana Aur Parampara (Gwalior Gharana) - Vol 2 (Prasar Bharti and Doordarshan)